# Tansulosina
A tansulosina, vendida sob as marcas Tamdura, Tasulil,  entre outras, é um medicamento usado para tratar a hiperplasia benigna da próstata (HPB), a prostatite crônica e para facilitar a passagem de pedras nos rins. A evidência do benefício no tratamento de pedra nos rins é mais consistente quando a pedra é maior. É tomado por via oral.
Os efeitos colaterais comuns incluem tontura, dor de cabeça, insônia, náusea, visão embaçada e problemas sexuais. Outros efeitos colaterais podem incluir hipotensão postural e angioedema. A tansulosina é um bloqueador alfa e atua relaxando os músculos da próstata. Especificamente, atua como um bloqueador do receptor adrenérgico α1.
A tansulosina foi aprovada para uso médico nos Estados Unidos em 1997. Em 2019, foi  o 28º medicamento mais prescrito nos Estados Unidos, com mais de 21 milhões de prescrições.

## Usos médicos

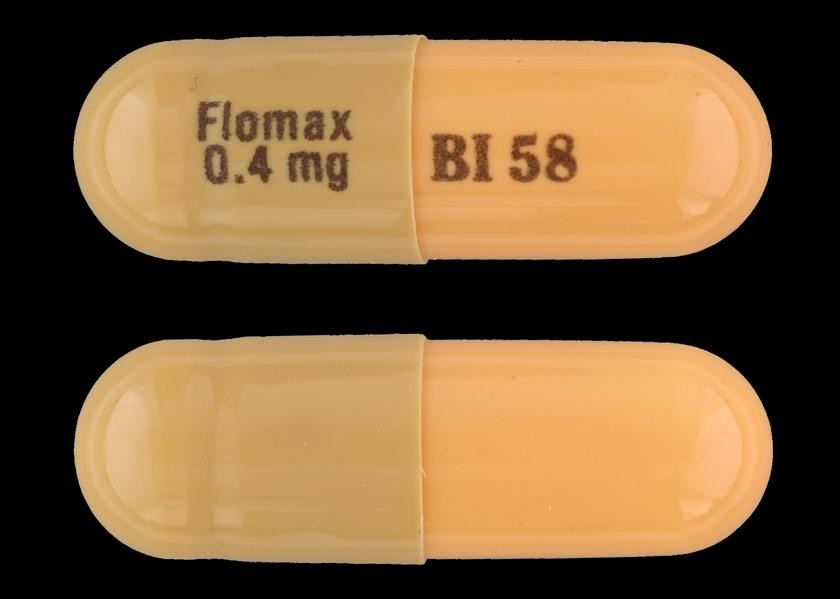
Cápsula oral de Flomax 0,4 mg

A tansulosina é usada principalmente em tratamento de hiperplasia benigna da próstata e para ajudar na passagem de pedras nos rins. No entanto, a tansulosina parece ser eficaz apenas na facilitação da passagem de pedras com tamanho acima de 4 mm e menos de 10 mm.
A tansulosina também é usada em associação medicamentosa com outros fármacos para tratamento de retenção urinária aguda. Quando em tratamento com tansulosina, as pessoas urinam com mais facilidade após a remoção do cateter. Também existem evidências de que pessoas tratadas com tansulosina são menos propensas a precisar de um novo cateterismo.
A tansulosina não diminui o tamanho total da próstata em homens com BPH, bem como não é recomendada para a prevenção do câncer de próstata.

## Efeitos colaterais
- Sistema imunológico: maior risco de reação alérgica em pessoas com sensibilidade a sulfonamidas.[12]
- Olhos: pessoas que tomam tansulosina são mais propensas a desenvolver uma complicação conhecida como síndrome da íris flexível durante cirurgia de catarata. Nesses casos, os efeitos colaterais podem ser bastante reduzidos quando o médico possui conhecimento prévio sobre o histórico clínico da pessoa com esse medicamento e, portanto, pode aplicar técnicas alternativas se for o caso.[13]
- Hipotensão severa.[14][15]
- Pessoas com problemas cardíacos, incluindo hipotensão, insuficiência cardíaca mecânica (valvular, embolia pulmonar, pericardite) e insuficiência cardíaca congestiva devem ser monitorados cuidadosamente enquanto tomam tansulosina.
- Os alfabloqueadores, como prazosina, terazosina, doxazosina ou tansulosina, não parecem afetar a mortalidade nos casos de reinternação por insuficiência cardíaca em pessoas que também tomam betabloqueadores.[16]
- A tansulosina também pode causar ejaculação retrógrada, que ocorre quando o sêmen é redirecionado para a bexiga urinária em vez de ser ejaculado normalmente. Isso ocorre porque a tansulosina relaxa os músculos dos esfincter uretral, que normalmente permanecem fechados durante a ejaculação. Este efeito colateral melhora com a prática de exercícios Kegel que estimulam o assoalho pélvico.[17]

## Mecanismo de ação
Tansulosina é um antagonista selectivo do receptor adrenérgico alfa 1 e, em relação a sua seletividada para o receptor alfa 1B nos vasos sanguíneos, a tamsulosina tem uma alta seletividade para o receptor alfa 1A na próstata.
Quando os receptores alfa 1 da bexiga, próstata, ureter e uretra são bloqueados, ocorre um relaxamento no tecido muscular liso. Esse mecanismo diminui a resistência ao fluxo urinário, reduz o desconforto associado à BPH e facilita a passagem de cálculos renais.
A ação seletiva da tansulosina em receptores alfa 1A/D ainda é objeto de pesquisa, e mais de 75% dos estudos com tansulosina feitos com humanos não foram publicados.